# Oliver Jarvis
Oliver Jarvis (ur. 9 stycznia 1984 roku w Burwell, Cambridgeshire) – brytyjski kierowca wyścigowy.

## Kariera

### Formuła Ford
Brytyjczyk karierę rozpoczynał początkowo od motocrossu. Szybko jednak przeniósł się do kartingu. W 2002 roku przeszedł do wyścigów samochodów jednomiejscowych, debiutując w Brytyjskiej Formule Ford. Stary w niej kontynuował również w kolejnym sezonie. W Brytyjskiej Formule Ford 1600 zaliczył gościnny występ w roku 2006.

### Formuła Renault
W roku 2003 brał udział w zimowej edycji Brytyjskiej Formuły Renault. Rok później rywalizował w głównym cyklu. W sezonie 2005, reprezentując barwy ekipy Fortec Motorsport, sięgnął w niej po tytuł mistrzowski. W tym samym roku wziął udział w kilku wyścigach duńskiego odpowiednika tej serii. Świetne wyniki zostały zauważone i Jarvis dostał nagrodę McLaren Autosport BRDC Award, na najbardziej obiecującego brytyjskiego kierowcę roku.

### Formuła 3
W 2006 roku podpisał kontrakt z brytyjską stajnią Carlin Motorsport, na udział w Brytyjskiej Formule 3. Ostatecznie Oliver sięgnął po tytuł wicemistrzowski, stając łącznie jedenaście razy na podium (trzykrotnie zwyciężył oraz pięciokrotnie zdobył pole position). W roku 2007 zajął 3. pozycję w Japońskiej Formule 3. W tym samym sezonie wygrał prestiżowy wyścig o Grand Prix Makau (w obu przypadkach reprezentował japoński zespół TOM's).

### World Series by Renault
W sezonie 2006 Jarvis, we włoskiej ekipie Victory Engineering, wystąpił w ostatniej rundzie sezonu Formuły Renault 3.5, na hiszpańskim obiekcie Circuit de Catalunya. W obu wyścigach dojechał jednak poza strefą punktową (20. i 12. miejsce).

### A1 Grand Prix
W okresie zimowym, pomiędzy 2006 i 2007, Oliver ścigał się w narodowych barwach Wielkiej Brytanii, w serii A1 Grand Prix. Biorąc udział w dwóch rundach, na torze w Chinach i w Meksyku, Brytyjczyk dwukrotnie zajął drugie i raz pierwsze miejsce, przyczyniając się do zajęcia przez jego zespół 3. pozycji w końcowej klasyfikacji.
W kolejnym sezonie Jarvis wziął udział w pięciu rundach. W ciągu dziesięciu wyścigów, tylko dwukrotnie nie dojechał na punktowanej pozycji, stając łącznie cztery razy na podium, w tym raz na najwyższym stopniu. I tym razem jego ekipa została sklasyfikowana na 3. miejscu.

### Wyścigi samochodów sportowych i długodystansowych
W 2007 roku Brytyjczyk wystąpił w kilku wyścigach brytyjskich mistrzostw Porsche Carrera Cup oraz japońskiego Super GT. Dwa lata później, partnerując Duńczykowi Christianowi Bakkerudowi, zajął 3. miejsce w wyścigu Azjatyckiej serii Le Mans Series, na torze w Okayama.

### DTM
W latach 2008–2009 Jarvis startował w barwach ekipy Team Phoenix, w niemieckich mistrzostwach samochodów turystycznych – DTM. W obu sezonach jeździł samochodem Audi o rocznej specyfikacji. W pierwszym roku startów dwukrotnie zakończył zmagania na punktach, zajmując odpowiednio piąte (na włoskim obiekcie Mugello) oraz ósme miejsce (na niemieckim torze Lausitz). Uzyskane punkty sklasyfikowały go na 13. pozycji w klasyfikacji generalnej.
W drugim podejściu Oliver czterokrotnie dojechał na punktowanej pozycji, w tym dwukrotnie na podium (sięgnął również po pole position, na holenderskim obiekcie Zandvoort). W końcowej punktacji zajął 9. miejsce.

## Wyniki w Formule Renault 3.5
| Legenda oznaczeń w tabelach wyników Wyświetl szablon na nowej stronie | Legenda oznaczeń w tabelach wyników Wyświetl szablon na nowej stronie                                                                     |
| Oznaczenie                                                            | Wyjaśnienie |
| --------------------------------------------------------------------- | --- |
| Złoty                                                                 | Zwycięzca lub mistrzostwo |
| Srebrny                                                               | 2. miejsce lub wicemistrzostwo |
| Brązowy                                                               | 3. miejsce lub II wicemistrzostwo |
| Zielony                                                               | Ukończył, punktował (w klasyfikacji generalnej, gdy zdobył co najmniej jeden punkt na przestrzeni sezonu, poza trzema powyższymi opcjami) |
| Niebieski                                                             | Ukończył, nie punktował (w klasyfikacji generalnej, gdy nie zdobył co najmniej jednego punktu na przestrzeni sezonu)                      |
| Czerwony                                                              | Nie zakwalifikował się (NZ) |
| Czerwony                                                              | Nie prekwalifikował się (NPK) |
| Różowy                                                                | Nie ukończył (NU) |
| Różowy                                                                | Niesklasyfikowany (NS) (w klasyfikacji generalnej, gdy nie został sklasyfikowany w żadnym wyścigu sezonu)                                 |
| Czarny                                                                | Zdyskwalifikowany (DK) |
| Czarny                                                                | Wykluczony (WYK/EX) |
| Biały                                                                 | Nie wystartował (NW) |
| Biały                                                                 | Kontuzjowany (K/INJ) |
| Biały                                                                 | Wyścig odwołany (OD/C) |
| Bez koloru                                                            | Został wycofany (WYC/WD) |
| Bez koloru                                                            | Nie przybył (NP/DNA) |
| Bez koloru                                                            | Nie brał udziału w treningach (NT/DNP) |
| Bez koloru                                                            | Nie został zgłoszony (–) |
| Pogrubienie                                                           | Start z pole position |
| Kursywa                                                               | Najszybsze okrążenie wyścigu |
| †                                                                     | Nie ukończył, ale jego rezultat został zaliczony ze względu na przejechanie więcej niż 90% dystansu wyścigu.                              |
| *                                                                     | Sezon w trakcie |
| 1/2/3                                                                 | Punktowana pozycja w sprincie kwalifikacyjnym                                                                                             |
| Lista systemów punktacji Formuły 1                                    | |

| Rok  | Zespół              | Wyniki w poszczególnych eliminacjach | Wyniki w poszczególnych eliminacjach | Wyniki w poszczególnych eliminacjach | Wyniki w poszczególnych eliminacjach | Wyniki w poszczególnych eliminacjach | Wyniki w poszczególnych eliminacjach | Wyniki w poszczególnych eliminacjach | Wyniki w poszczególnych eliminacjach | Wyniki w poszczególnych eliminacjach | Wyniki w poszczególnych eliminacjach | Wyniki w poszczególnych eliminacjach | Wyniki w poszczególnych eliminacjach | Wyniki w poszczególnych eliminacjach | Wyniki w poszczególnych eliminacjach | Wyniki w poszczególnych eliminacjach | Wyniki w poszczególnych eliminacjach | Wyniki w poszczególnych eliminacjach | Punkty | Pozycja |
| ---- | ------------------- | ------------------------------------ | ------------------------------------ | ------------------------------------ | ------------------------------------ | ------------------------------------ | ------------------------------------ | ------------------------------------ | ------------------------------------ | ------------------------------------ | ------------------------------------ | ------------------------------------ | ------------------------------------ | ------------------------------------ | ------------------------------------ | ------------------------------------ | ------------------------------------ | ------------------------------------ | ------ | ------- |
| 2006 | Victory Engineering | ZOL                                  | ZOL                                  | MON                                  | TUR                                  | TUR                                  | ITA                                  | ITA                                  | SFR                                  | SFR                                  | DEU                                  | DEU                                  | GBR                                  | GBR                                  | FRA                                  | FRA                                  | ESP                                  | ESP                                  | 0      | 37      |
| 2006 | Victory Engineering | -                                    | -                                    | -                                    | -                                    | -                                    | -                                    | -                                    | -                                    | -                                    | -                                    | -                                    | -                                    | -                                    | -                                    | -                                    | 20                                   | 12                                   | 0      | 37      |